# Фетешти
Фетешти (рум. Feteşti) град је у у јужном делу Румуније, у историјској покрајини Влашка. Фетешти је други по важности град у округу Јаломица.
Фетешти према последњем попису из 2002. има 34.076 становника.

## Географија
Град Фетешти налази се у крајње источном делу историјске покрајине Влашке, око 140 km источно до Букурешта.
Фетешти се налази на изузетно важном саобраћајном чворишту у држави. Град се налази на Дунаву, у источном делу Влашке низије. Надморска висина града је свега 10 м. У позадини града налази се Бараганска степа. Непосредно јужно од града пролази ауто-пут Букурешт- Констанца, као најважнија веза преглавног града тонице и црноморске обале.

## Становништво
У односу на попис из 2002, број становника на попису из 2011. се смањио.
| 1966.  | 1977.  | 1992.  | 2002.  | 2011.  |
| ------ | ------ | ------ | ------ | ------ |
| 21.412 | 27.491 | 35.374 | 33.197 | 30.217 |

Румуни чине већину становништва Фетештија, а од мањина присутни су само Роми. Пре Другог светског рата Јевреји су чинили значајан део градског становништва.